# Polizeiruf 110: Monstermutter
Monstermutter ist ein Fernsehfilm aus der Krimireihe Polizeiruf 110. Die 389. Folge innerhalb der Filmreihe Polizeiruf 110 wurde am 31. Januar 2021 erstgesendet. Es ist der 18. und letzte Fall von Kriminalhauptkommissarin Olga Lenski und der zehnte mit Kriminalhauptkommissar Adam Raczek.

## Handlung
Kriminalhauptkommissarin Olga Lenski hat gekündigt, ihren Kollegen – außer ihrem Chef – jedoch nichts davon gesagt. Jetzt will sie ihren Resturlaub nehmen und sich beruflich neu orientieren.
Als Lenski zusammen mit ihrer Tochter Alma in den Urlaub fährt, bittet ihr Chef sie, noch zum Jugendamt zu fahren, wo gerade die junge Lou im Affekt eine Sozialarbeiterin getötet hat. Raczek ist enttäuscht, dass Lenski mit ihm als ihrem Partner nicht über ihre Kündigung gesprochen hat. Es gelingt ihm, sie für diesen letzten Fall zu gewinnen, und Lenski bricht ihren Urlaub ab.
Die aggressive und verzweifelte Lou, die wegen eines Überfalls im Gefängnis saß und gerade entlassen wurde, will ihre Tochter Lily aus einer Pflegefamilie entführen. Sie plant mit ihr zum Kindsvater nach Bulgarien zu fliehen. Beim Überfall auf den Rechtsanwalt Hannwacker, Lilys Vormund, verletzt sie diesen schwer und gelangt an die Kontaktdaten der Pflegefamilie. Die eintreffende Olga Lenski wird von ihr entwaffnet. Mit der Kommissarin als Geisel fährt sie zur Pflegefamilie ihrer Tochter. Lenskis Versuch, den Wagen nach einem Zwischenhalt im Wald mit einem Nagel fahruntüchtig zu machen, hat zwar Erfolg, aber Lou kann den defekten Reifen wechseln. Dabei bemerkt sie den Trick und schlägt wütend auf Lenski ein.
Gleichzeitig kann Raczek über das Funkgerät Kontakt zu den beiden aufnehmen. Er kann Lou aber nicht zum Aufgeben bewegen. Am Wohnort der Pflegefamilie kommt das SEK zum Einsatz, das die Geiselnahme gewaltsam beenden kann. Lou wird vor den Augen Lenskis im Wagen erschossen, obwohl es ihr wenige Sekunden zuvor gelungen war, die junge Frau zur Aufgabe zu überreden. Erschüttert kehrt die Kommissarin nach Hause zu ihrer eigenen Tochter zurück und kann nun endlich ihren Resturlaub antreten.

## Hintergrund
Der Film wurde vom 8. September 2020 bis zum 9. Oktober 2020 in Frankfurt (Oder), Słubice und Berlin gedreht. Entgegen sonstiger Praxis bekamen die Filmkritiker der Medien den Film vorab nur ohne die letzten 15 Minuten zu sehen, um das Ende nicht vorzeitig zu verraten.

## Rezeption

### Kritiken
„Die alltäglich wirkenden Ermittlungen und das achtsame Eindringen in das prekäre Umfeld der Bronskis sind beste Voraussetzungen für die kommende Konfrontation auf Leben und Tod. Sie spiegeln nicht nur das stimmige Realismus-Konzept des Films, die Milieu-Darstellung mit Handkamera & realistischem Licht, sondern sind auch wahrnehmungspsychologisch ein überaus effektiver Einstieg, um die Spannung später ins geradezu Unerträgliche zu steigern.“

„„Monstermutter“ ist Thrillerroadmovie und Sozialdrama in einem. Gelungen verbunden sind beide, indem sich die Handlung erst einmal über die Charaktere, nicht über das Geschehen, zuspitzt. Während Tochter Alma stinksauer die Mutter Kommissarin ignoriert, macht sich Lenski fertig für den letzten Einsatz.“

„Eine Pinkelpause, die Olga Lenski zuerst als ihre Tötung missversteht, weil plötzlich ohne Grund an einem Waldstück angehalten wird, gerät zur schmucken Miniatur: Wie die Kommissarin die Erleichterung darüber, dass es eben nur ums Pinkeln geht, gleich in die Sabotage des Fluchtwagens übersetzt – und einen Nagel findet, den sie unter dem Vorwand, sich die Schnürsenkel zu binden, in den Reifen drückt. Als Louisa Bronski beim Beheben des Plattens wiederum den Grund dafür entdeckt, entlädt sich ihre Enttäuschung in rasender Gewalt.“

„«Lilly für Olga, das ist der Deal!», brüllt die aggressive Lou. Luzia Oppermann gibt sie als ambivalente Träumerin, weich und abgehärtet zugleich, mit sieben Vorstrafen und dem Frauenknast im Spreewald hinter sich. Wenn sie einen Überfall auf einen Laden begeht, steckt sie noch ein paar Lollis für die Tochter ein. Eine «Monstermutter», die von einer «Monstermutter» in die Welt gesetzt und dieser Welt überlassen wurde. Poetisch erzählt unter der Regie von Christian Bach, fügt sich das alles zu einem ruhigen und zugleich fulminanten letzten Lenski-Fall: Bei diesem wird es letztlich für alle Mütter der Folge existenziell.“

„[Die Monstermutter] Frau Bronski hat ein respektables Arsenal von Verwünschungen aller Art zusammengesammelt, dieser Dauererregungsklang nervt nach einer Weile, er trägt nicht dazu bei, dass sich Spannung aufbaut beziehungsweise hält. Mit Blick aufs unbekannte Ende: Es kann nur besser werden. Aber vermutlich wird alles wieder mal nur noch schlimmer.“

### Einschaltquoten
Die Erstausstrahlung von Monstermutter am 31. Januar 2021 wurde in Deutschland von 9,63 Millionen Zuschauern gesehen und erreichte einen Marktanteil von 27,0 % für Das Erste.